# Лаутербах (Шварцвалд)
Лаутербах (њем. Lauterbach) општина је у њемачкој савезној држави Баден-Виртемберг. Једно је од 21 општинског средишта округа Ротвајл. Према процјени из 2010. у општини је живјело 3.084 становника. Посједује регионалну шифру (AGS) 8325036.

## Географски и демографски подаци
Лаутербах се налази у савезној држави Баден-Виртемберг у округу Ротвајл. Општина се налази на надморској висини од 579 метара. Површина општине износи 20,0 km². У самом мјесту је, према процјени из 2010. године, живјело 3.084 становника. Просјечна густина становништва износи 155 становника/km².